# Феодор (митрополит Галицкий)
Митрополит Феодор — епископ, митрополит Галицкий (около 1332 — после 1347).

## Биография
В мае 1328 года иеромонах Феодор был кандидатом на епископские кафедры Владимира и Галича, избран епископом Галича и хиротонисан при участии епископов Григория Холмского, Феодосия Луцкого, Марка Перемышльского, Стефана Туровского.
В 1329 году участвовал в выборе Гавриила на епископскую кафедру Ростова. Это избрание было отвергнуто прибывшим на Русь митрополитом Руси Феогностом (в октябре того же года при участии двух епископов северо-восточных епархий поставившим на Ростов Антония).
В 1331 году Феодор Галичский, Марк Перемышльский, Григорий Холмский и Афанасий Владимирский избрали Арсения епископом Новгорода и Пскова, но Феогност отверг Арсения и поставил на Новгород Василия (Калику). Возник конфликт, и Феогност отправился в Орду и Константинополь с жалобами на русско-литовских епископов и князей. Но патриарх Исаия возвёл галичского епископа Феодора в статус митрополита.
Платон Петрович Соколов и Джон Феннел предполагали, что Феодор был митрополитом Галицким в 1331 году, с чем не согласился Иоанн Мейендорф, предположивший, что Феодор был возведён в митрополиты только в 1340-х годах.
В 1332 году Феодор участвовал в выборах Черниговского епископа, а в 1335 году — в выборах епископа Брянска.
Ни Феогност, ни епископы Великой Руси (греч. της Μεγάλης 'Ρωσίας) на этих выборах не участвовали, что свидетельствует о том, что Феодор в 1332 году уже был митрополитом Малой Руси ( της Μικράς Ρωσίας). Митрополит Галицкий упоминается в акте Константинопольского патриархата как участник синода в 1337 году.
В сентябре 1347 года, вскоре после своей победы в гражданской войне и воцарения на императорском престоле Иоанн VI Кантакузин сменил традиционный титул митрополита Руси (которым тогда был Феогност) на титул «митрополита Киевского и всея Руси». Император потребовал от епископов Малой Руси и князя Любарта подчиниться митрополиту Феогносту. Синод утвердил декреты Кантакузина, и новый патриарх Исидор вызвал митрополита Галицкого на суд в Константинополь.
Дальнейшая судьба митрополита Феодора неизвестна. Иоанн Мейендорф сомневается в том, что Феодор согласился с распоряжением патриарха Исидора. Российский византолог, профессор, доктор исторических наук, главный научный сотрудник Института всемирной истории, вице-президент Российского национального комитета византинистов Михаил Вадимович Бибиков, проанализировав собрание актовых записей о поставлении русских епископов за 1328—1347 годы, написал: «Интересно, что именно в 1347 г. на юге Руси образуется самостоятельная Галичская митрополия».